# Hyloxalus spilotogaster
Hyloxalus spilotogaster es una especie de anfibio anuro de la familia Dendrobatidae.

## Distribución geográfica
Esta especie es endémica de la provincia de Utcubamba en la región de Amazonas en Perú. Habita a una altitud de 2326 m en la ladera este de la Cordillera de Colán.

## Descripción
El holotipo femenino mide 24.0 mm.

## Publicación original
- Duellman, 2004 : Frogs of the genus Colostethus (Anura, Dendrobatidae) in the Andes of northern Peru. Scientific Papers of the Natural History Museum, University of Kansas, n.º 35, p. 1-49[5]